# Repère semi-logarithmique
Pour les articles homonymes, voir Repère.
Un repère semi-logarithmique est un repère (au sens de « système de coordonnées ») dans lequel l'un des axes, par exemple celui des abscisses (x), est gradué selon une échelle linéaire, comme les graduations d'un mètre courant, alors que l'autre axe, ici celui des ordonnées (y), est gradué selon une échelle logarithmique.
Le repère semi-logarithmique permet de représenter des phénomènes exponentiels ou, plus généralement, des mesures s'étalant sur plusieurs ordres de grandeurs comme prenant des valeurs proches de 1 ou proches de {\displaystyle 10^{5}}

## Exemple
Représentation graphique des termes de la suite {\displaystyle (2^{n})_{n=1...8}} dans un repère semi-logarithmique.
| x | 1 | 2 | 3 | 4  | 5  | 6  | 7   | 8   |
| y | 2 | 4 | 8 | 16 | 32 | 64 | 128 | 256 |

 

Représentation de la suite {\displaystyle 2^{n}} dans un repère semi-logarithmique
Ce type de repère permet aussi d'évaluer les taux de croissance d'une variable évoluant avec le temps. Quel que soit le niveau de la variable, des taux de croissance identiques seront représentés par des segments ayant la même pente. On peut ainsi comparer des taux de croissance en faisant abstraction des effets d'échelle.